# Intelsat 37e
O Intelsat 37e (IS-37e) é um satélite de comunicação geoestacionário que foi construído pela Boeing Satellite Systems. Ele está localizado na posição orbital de 18 graus de longitude oeste e é operado pela Intelsat. O satélite foi baseado na plataforma BSS-702MP e sua expectativa de vida útil é de 15 anos.

## Lançamento
O satélite foi lançado com sucesso ao espaço em 29 de setembro de 2017, às 21:56 UTC, por meio de um veículo Ariane 5 ECA da empresa francesa Arianespace, que foi lançado a partir do Centro Espacial de Kourou na Guiana Francesa, juntamente com o satélite BSAT-4a. Ele tinha uma massa de lançamento de 6.438 kg.

## Capacidade e cobertura
O Intelsat 37e está equipado com caga útil de banda C, de banda Ku e de banda Ka para substituir o satélite Intelsat 901 e presta serviços para África, Europa, Oriente Médio, América e Ásia.